# Летино
Летино (итал. Letino) је насеље у Италији у округу Казерта, региону Кампанија.
Према процени из 2011. у насељу је живело 538 становника. Насеље се налази на надморској висини од 1010 м.

## Становништво
| 1951. | 1961. | 1971. | 1981. | 1991. | 2001. | 2011. |
| ----- | ----- | ----- | ----- | ----- | ----- | ----- |
| 1.346 | 1.169 | 953   | 902   | 932   | 783   | 715   |